# Tanahat (Wajoz Dsor)

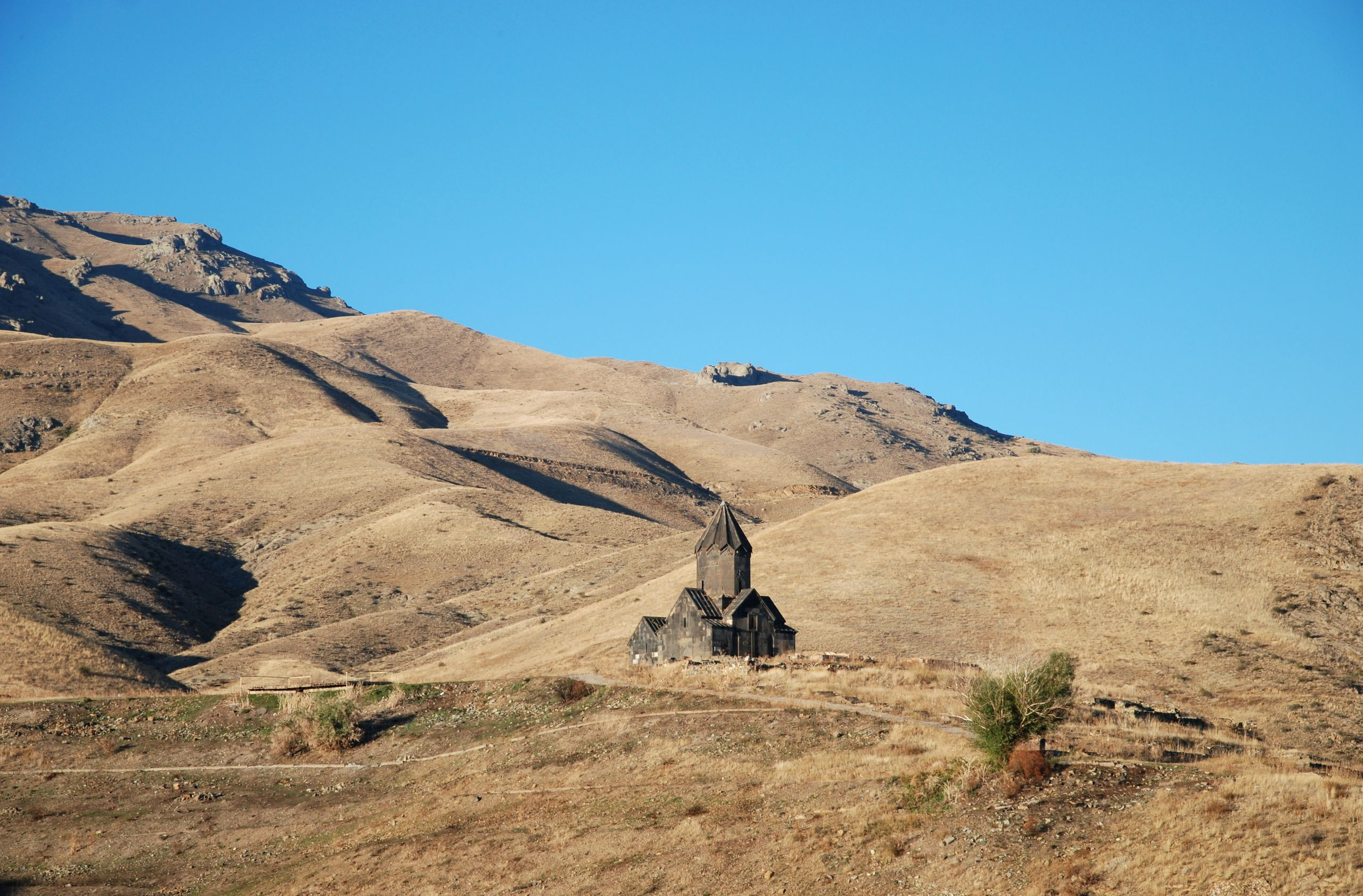
Tanahat am Südhang des Teksar-Bergmassivs

Tanahat (armenisch Թանահատ), auch Tanahati vank (Թանահատի Վանք), Tanat, Tanade vank oder Karavank, war ein mittelalterliches Kloster der Armenisch-Apostolischen Kirche und ein bedeutendes religiöses Zentrum in der südarmenischen Provinz Wajoz Dsor. An einem Berghang blieben die Kreuzkuppelkirche Surb Stepanos und die angebaute kleinere Kirche Surb Nshan aus dem 13. Jahrhundert sowie die Ruinen zahlreicher Nebengebäude erhalten. Tanahat war vermutlich der Ort der 1282 gegründeten Universität von Gladzor, aus der berühmte Gelehrte und Künstler hervorgingen.

## Lage
Koordinaten: 39° 47′ 23″ N, 45° 24′ 2″ O
Von der Provinzhauptstadt Jeghegnadsor führt eine Nebenstraße nach Norden durch den höher gelegenen Vorort Gladzor und weiter durch das Dorf Wernaschen. Am nördlichen Ortsende von Wernaschen, fünf Kilometer von Jeghegnadsor entfernt, wurde in der ehemaligen Surb Hakob-Kirche aus dem 17. Jahrhundert ein Museum eingerichtet, das sich der Geschichte und Bedeutung der Universität Gladzor widmet. Am Museum zweigt ein Fahr-, später Fußweg nach Norden zur Klosterruine Spitakavor ab. Die einspurige Asphaltstraße biegt dagegen nach Südosten ab und steigt von 1479 Metern in Wernaschen über weite, mit Gras bewachsene Hügel allmählich an und erreicht nach fünf Kilometern das 1641 Meter hoch gelegene ehemalige Kloster Tanahat. Die Straße endet drei Kilometer östlich bei der um 1870 neu erbauten Kirche des einstigen, an der Stelle eines vermutlich älteren Tukh-Manuk-Schreins erbauten Arkaz-Klosters (Arkazi Surb Khach, „Heiligkreuz“), die von armenischen Pilgern aufgesucht wird.  
Tanahat liegt 100 Meter nördlich der Straße in baumloser Umgebung am Südhang des bis 2898 Meter hohen Teksar-Bergrückens. In einem Taleinschnitt neben dem Kloster fließt ein kleiner Bach. Ein Parkplatz und halb verfallene Fußwege sind von der 700-Jahr-Feier 1982 nach Gründung der Gladzor-Universität übriggeblieben.

## Geschichte
Nach dem Geschichtsschreiber Stephanos Orbelian (um 1250–1305) existierte das Kloster bereits 735, als der Namensgeber der Hauptkirche, der als Märtyrer verehrte Bischof Stephanos von Sjunik, hier begraben wurde. Ab der ersten Hälfte des 13. Jahrhunderts herrschten Fürsten der armenischen Proschian-Familie von ihrem Hauptsitz in Jeghegis unabhängig über die Gegend, während Gebiete nördlich des Sewansees unter der Oberhoheit der Mongolen standen. Unter der Patronage der Proschian-Fürsten wurden die heute erhaltenen Gebäude erbaut. Zwischen 1273 und 1279 entstand die Hauptkirche Surb Stepanos mit Unterstützung des Prinzen Prosch. Laut einer fragmentarisch überlieferten, undatierten Inschrift in der Stephanus-Kirche waren die Mönche angewiesen, drei Mal im Jahr einen Gottesdienst für den Prinzen abzuhalten. Andere Inschriften in der Kirche, die zwischen 1284 und 1292 datiert sind, erwähnen großzügige Schenkungen von Ländereien und Gehöften durch einzelne Spender, zu denen neben der hiesigen Proschian-Familie auch Mitglieder der mehr südlich agierenden Orbelian-Familie gehörten.

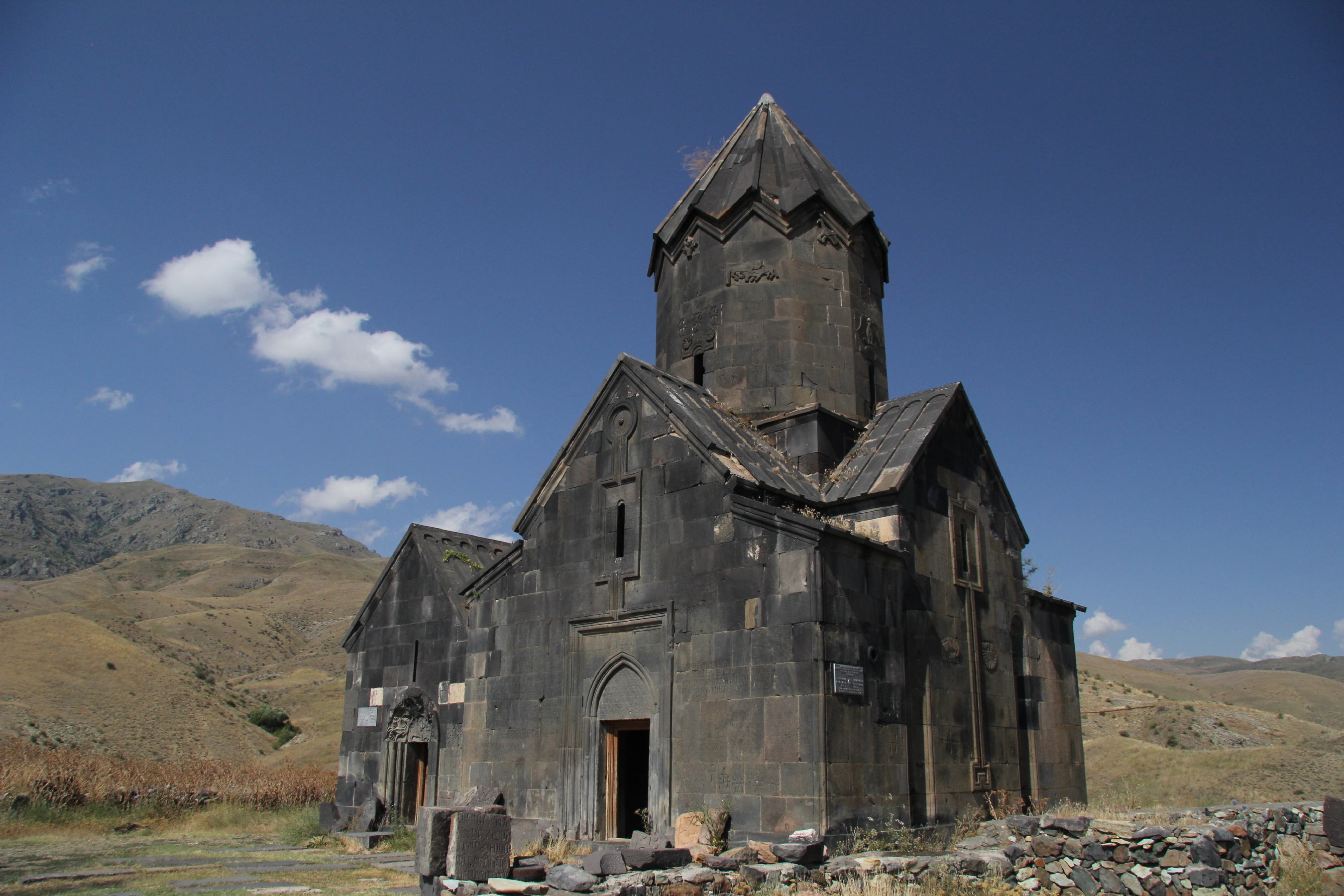
Surb Stepanos, dahinter angebaut Surb Nshan, von Südwesten

Später, vermutlich noch im 13. Jahrhundert wurde die Surb Nshan-Kirche angebaut. Es könnte sich um die Kirche des „Heiligen Zeichens von Varag“ handeln, die ab 1307 in Inschriften genannt wird. Damit wäre die Kirche der berühmten Reliquie des „Heiligen Zeichens“ (Surb Nshan, Heiligkreuz) geweiht, die demnach in der zweiten Hälfte des 13. Jahrhunderts von Varagavank (Varag) nach Tanahat gebracht worden wäre. Nach anderer Ansicht handelte es sich bei dem Anbau um ein Oratorium, das einer Quelle zufolge 1335 von einem gewissen Fürst Hayrut beauftragt worden sein soll.
1282 wurde die Universität (vardapetaran) von Gladzor gegründet, die in ihrer Blütezeit ab 1291 bis zur Schließung 1338 nach dem Tod des Leiters Yesayi Nchetsi die führende Bildungseinrichtung im mittelalterlichen Armenien war und als „zweites Athen“ bezeichnet wurde. Zu den Unterrichtsfächern gehörten unter anderem Algebra, Geometrie, Astronomie, Theologie und Miniaturmalerei. Einer der Gründer war der Bildhauer, Architekt und Buchmaler Momik († 1333), der vor allem durch die Gestaltung von Evangeliaren und seinen Entwurf der 1321 fertiggestellten Areni-Kirche bekannt wurde. Der erste Leiter war Nerses Mshetsi Vardapet, der Theologie und Kalligrafie unterrichtete. Insgesamt 350 Schüler (vardapet), darunter Stephanos Orbelian, erreichten einen Abschluss in Gladzor. Nach dem Tod von Abu Sa'id 1335 kam es wegen Streitigkeiten unter den mongolischen Prinzen zu einem 20-jährigen Bürgerkrieg um die Nachfolge des Ilchanats. Die anarchischen Zustände führten nicht nur zur Schließung von Gladzor, sondern auch von vielen anderen armenischen Klöstern und Kirchen.
Tiratur Kiliketsi, der Kalligrafie und Miniaturmalerei unterrichtete, führte nach 1338 die Universität zunächst im Kloster Hermon (Hermoni Vank, acht Kilometer östlich Jeghegis lokalisiert) weiter. Ein Absolvent von Gladzor war der Philosoph Hovhannes Vorotnetsi (1315–1388/98), der zunächst als Lehrer im Kloster Vorotnavank in der heutigen Provinz Sjunik tätig war, bevor er mit Unterstützung der Orbelian-Familie von Sjunik die Universität des Klosters Tatew gründete. Die Tatew-Universität übernahm um 1340 die Nachfolge von Gladzor und war bis 1434 in Betrieb. Eine wesentliche Aufgabe der Universität von Gladzor während ihrer gesamten Laufzeit war die Unabhängigkeit der Armenischen Kirche zu bewahren und den Autoritätsanspruch des römisch-katholischen Papstes zurückzuweisen, den katholische Missionare zu erzwingen versuchten.
Andeutungen zur Lage von Gladzor sind in einigen Manuskripten enthalten, die in den Schreibstuben der Universität kopiert wurden. In einem Evangelium, das 1377 in den Privatbesitz der Orbelian-Familie gelangt war und um 1400 im Kloster Geghard vor den Mongolen versteckt wurde, ist im Kolophon (Nachschrift) zu lesen, dass es im Kloster Gladzor im Gebiet Wayoz Dsor angefertigt worden sei. Der Name Gladzor kann auf die Bedeutung „das Tal des Wolfes“ zurückgeführt werden. In den Kolophonen von sechs Manuskripten, die zwischen 1284 und 1328 angefertigt wurden, taucht ein anderes Wort für Gladzor auf, Aghberk, das „von den Quellen“ bedeutet.
Die bis heute am meisten akzeptierte Lokalisierung von Gladzor am Ort Tanahat geht auf den armenischen Volkskundler und Archäologen Jervand Lalajan (1864–1931) zurück, der seine Theorie 1904 veröffentlichte. Nachdem das Archäologenteam auf dem Klostergelände mehrere Gebäuderuinen freigelegt hatte, war für Lalajan klar, dass es sich um die große Universität handeln musste. Eine Kirche, die er auf 1215 datierte, wurde nach seiner Meinung nach dem Bau der Stephanus-Kirche (1273–1279) in eine Schulhalle umgewandelt. Außerdem wollte er die Gräber dreier bedeutender Persönlichkeiten von Gladzor gefunden haben. Gladzor und Aghberk bezeichnete Lalajan als Zweitnamen des Klosters Tanahat. Hierfür zitierte er den Geschichtsschreiber Stephanos Orbelian, der an der Gladzor-Universität studierte und in seiner Aufzählung von Klöstern nur Tanahat, aber nicht die beiden anderen Namen erwähnt. Spätere Forscher erklärten die Zuschreibung der drei Gräber und die Festlegung des Ortes überhaupt als substanzlos. G. M. Grigoryan (1973) verweist auf die Tatsache, dass viele Manuskripte die Ortsnamen Gladzor und Aghberk, jedoch nicht Tanahat erwähnen, und vermisst die Wasserquellen in der Umgebung des Klosters, die aufgrund der Wortbedeutung von Aghberk zu erwarten gewesen wären. Grigoryan verweist als alternativen Lokalisierungsvorschlag auf eine Klosterruine etwa vier Kilometer südöstlich von Jeghegis, wo es zumindest reichlich Wasser gibt.

## Klosteranlage

### Surb Stepanos

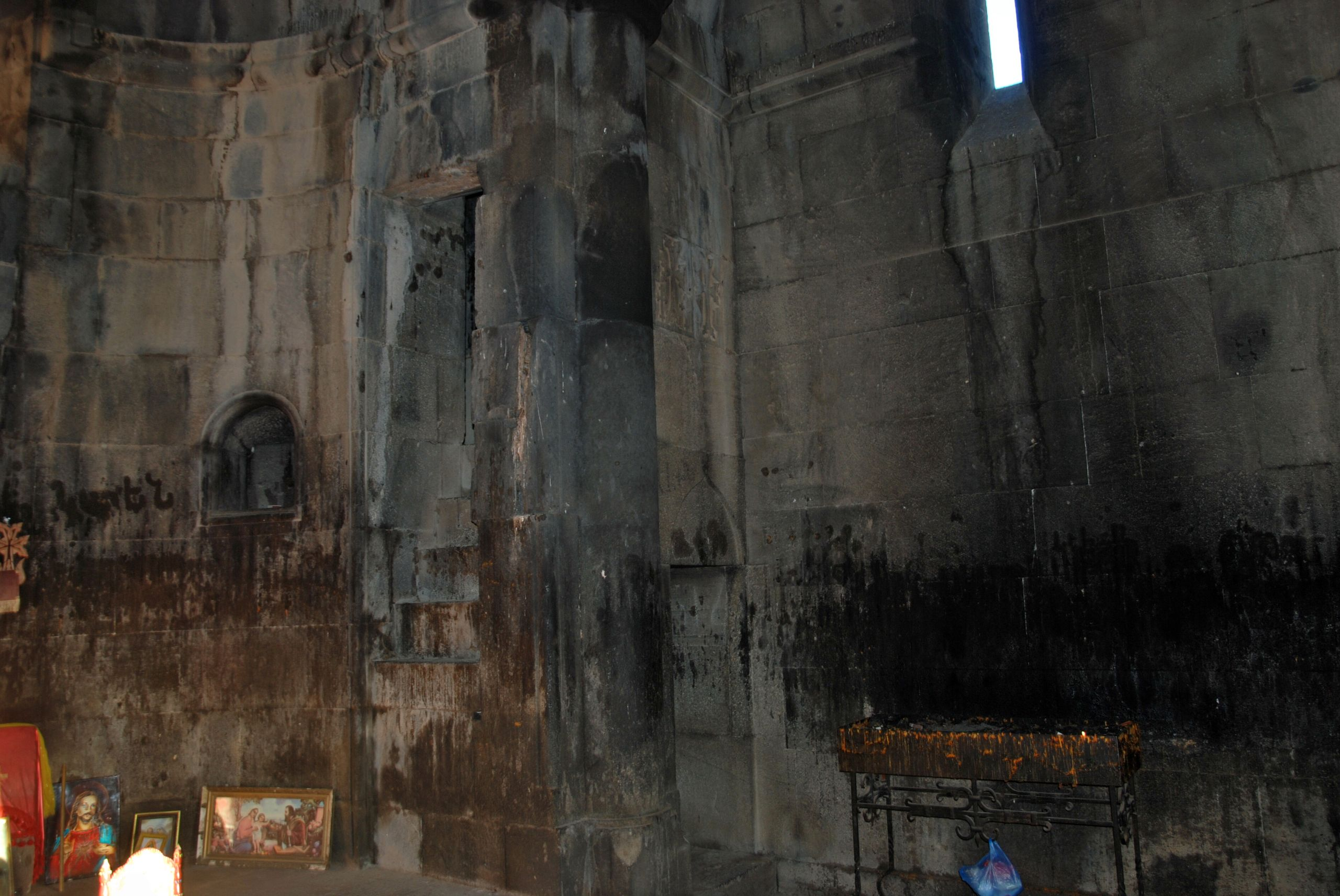
Zweigeschossiger Eckraum an der Südseite der Apsis

Die von weitem sichtbare Stephanus-Kirche ist ein ummantelter Kreuzkuppelbau, bei dem der kreuzförmige Grundriss in den fast quadratischen Umriss der Außenwände eingeschrieben ist. Der westliche Seitenarm ist etwas verkürzt. Nur die östliche Altarapsis besitzt eine halbrunde Rückwand, die übrigen drei Seitenarme sind rechteckig. Diese Monokonchos genannte Form eines Zentralbaus kommt in der Umgebung auch bei der 1041 datierten Surb Karapet-Kirche von Tsaghats Kar und der von Momik entworfenen Areni-Kirche vor. Die Vorläufer dieser Entwicklung waren im 7. Jahrhundert kleine Grabkirchen mit außen sichtbarer Kreuzform (Lmbatavank, Kamravor-Kirche von Aschtarak). Die 936 datierte Kirche des Klosters Gndevank wenige Kilometer östlich von Tanahat ist eine teilummantelte Kreuzkuppelkirche mit zwei östlichen Nebenräumen. Ab dem 11. Jahrhundert wurden Zentralbauten grundsätzlich als vollständig ummantelte Kreuzkuppelkirchen gestaltet.
Der innen kreisrunde und außen zwölfeckige Tambour ruht auf den vier Innenecken der Wände, die durch halbrunde Säulen betont und verstärkt werden. Die vier Wandvorlagen sind durch Gurtbögen miteinander verbunden. Zwischen der quadratischen Grundform und dem kreisrunden Fußkranz des Tambours vermitteln in den Ecken Pendentifs. Schmale rechteckige Nebenräume füllen die Außenecken seitlich der Apsis und auf der Westseite aus. Im Osten liegen sie in zwei Geschossen übereinander. Im Erdgeschoss sind die östlichen Kammern von den Seitenarmen des Kirchenraums zugänglich. Zu den oberen Räumen führen steile Treppen, die an den Seiten der Apsis beginnen. Derartige abgeteilte Eckräume besitzen unter anderem auch die Muttergotteskirchen (Surb Astvatsatsin) von Haritschawank (1201), von Tegherivank (1213, Südhang des Aragaz) und von Nor Varagavank (1230, nordöstlich von Idschewan).

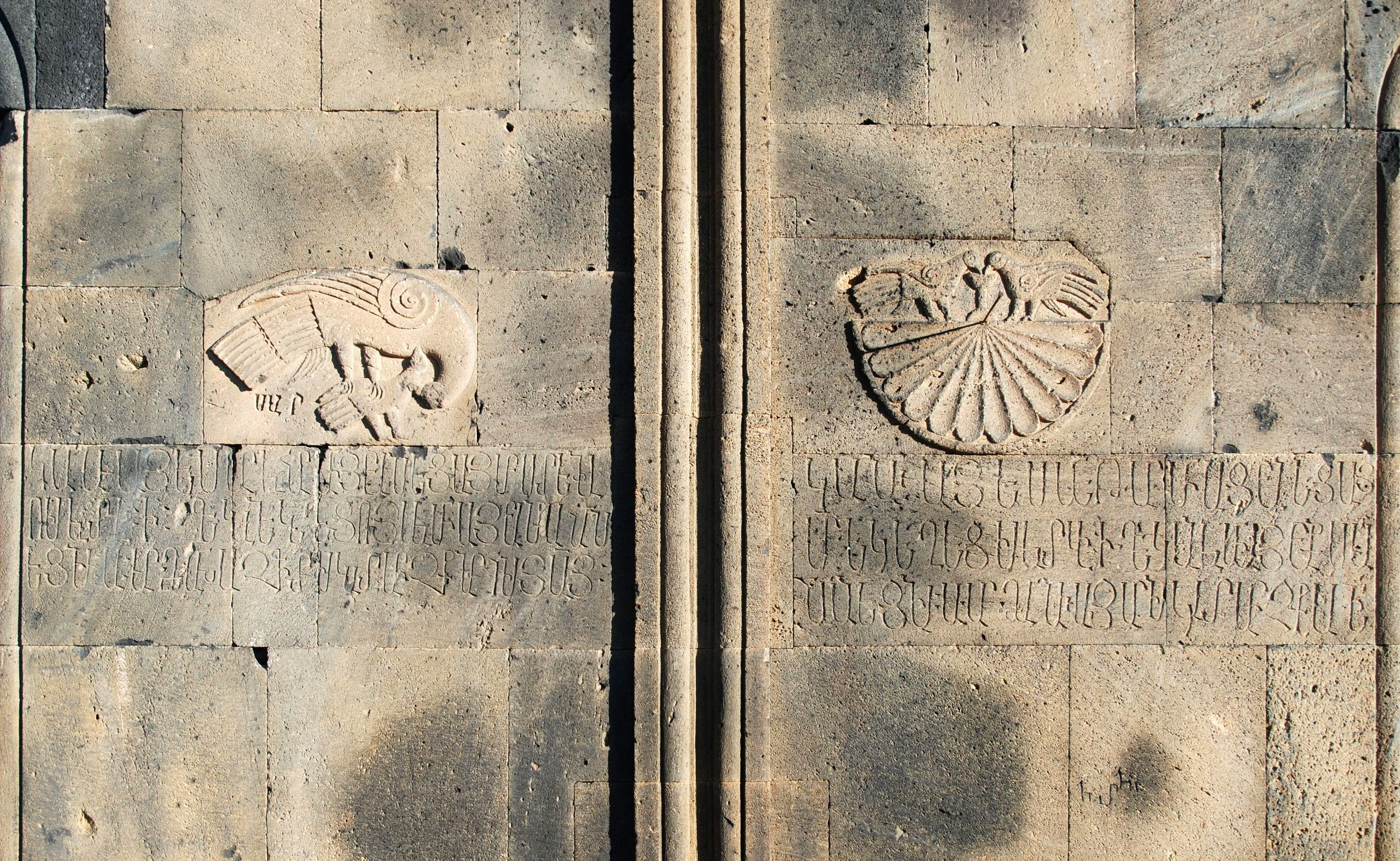
Symboltiere an der Südfassade

Der einzige Eingang befindet sich im Westen. Die Süd- und Ostseite wird außen durch zwei tiefe vertikale Dreiecksnischen gegliedert, die bis in die Höhe der Traufe reichen. Den Tambour überragt ein Faltdach, das mit einem dreistufigen Gesims in die Wandzone übergeht. Vier schmale Fensterschlitze am Tambour in den Haupthimmelsrichtungen und Fensterschlitze in der Mitte der Giebel sorgen für spärliches Licht im Innern.
Zur Bauskulptur an den Außenwänden gehören neben schlichten Profilen, die Fenster und Tür umrahmen, einige plastisch hervortretende Tierreliefs. An der Südfassade befinden sich in der Mitte zwei Reliefsteine. Rechts trinken über der Sonnenuhr zwei Tauben aus einem Becher. Links daneben hält ein großer Adler einen kleinen Vogel in seinen Krallen. Ein anderer Adler über dem Südfenster am Tambour hat einen Widder gefangen. Verschiedene Tierköpfe ragen des Weiteren unter der Dachkante des Tambours hervor. Tierreliefs mit symbolischem Charakter wurden oftmals aus dem vorchristlichen Volksglauben übernommen und finden sich auch an zeitgenössischen muslimischen Grabsteinen. Das Wappen der Orbelian-Familie – ein Löwe, der mit einem Stier kämpft – ist auf der Westseite des Tambours abgebildet. In größerer Form ist dieses Wappen am Nordgiebel von Surb Karapet in Tsaghats Kar zu sehen. Dort wie hier stellt ein Adler mit einem Lamm in seinen Krallen das Wappen der Proschian-Familie dar.

### Surb Nshan

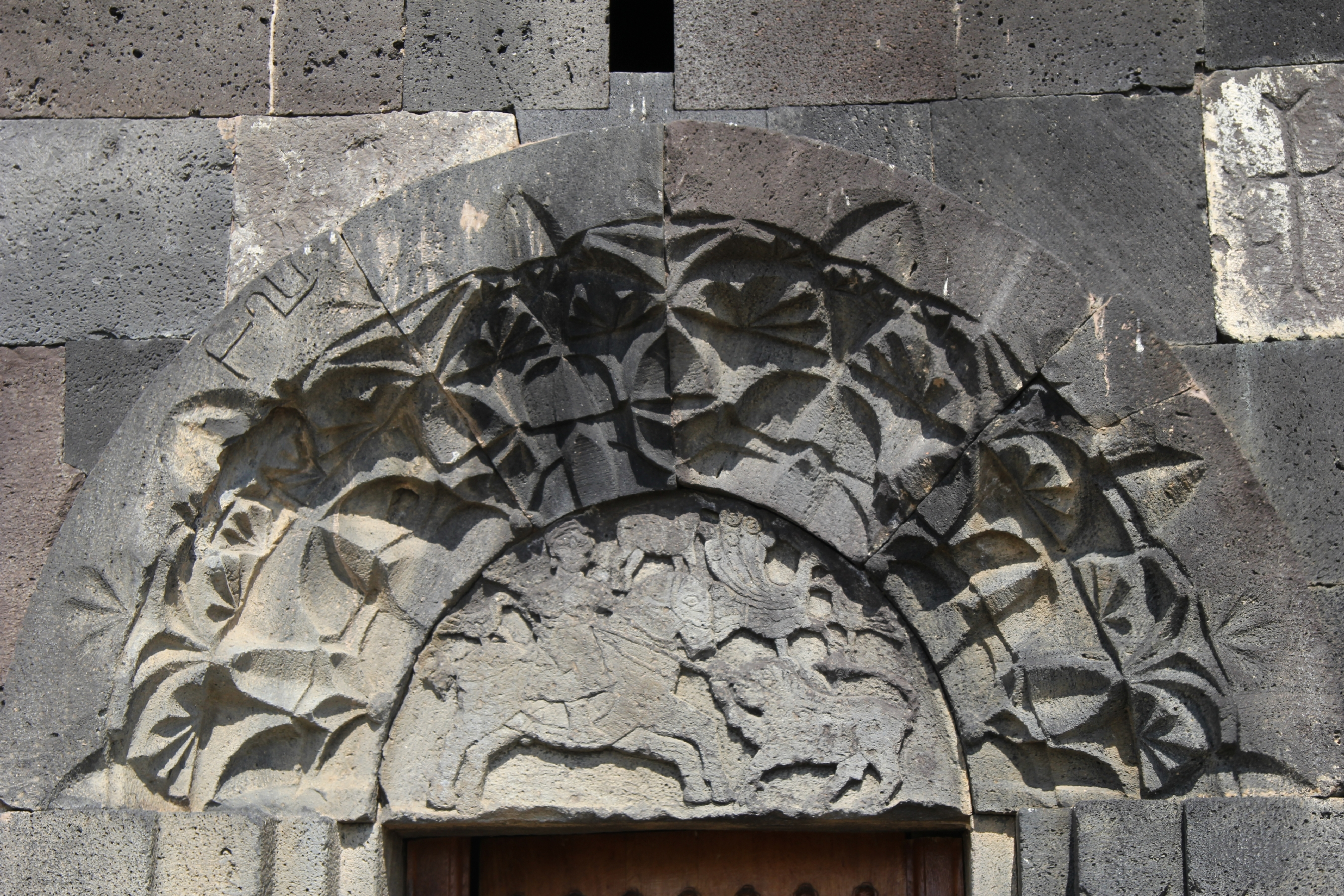
Tympanon über dem Eingang

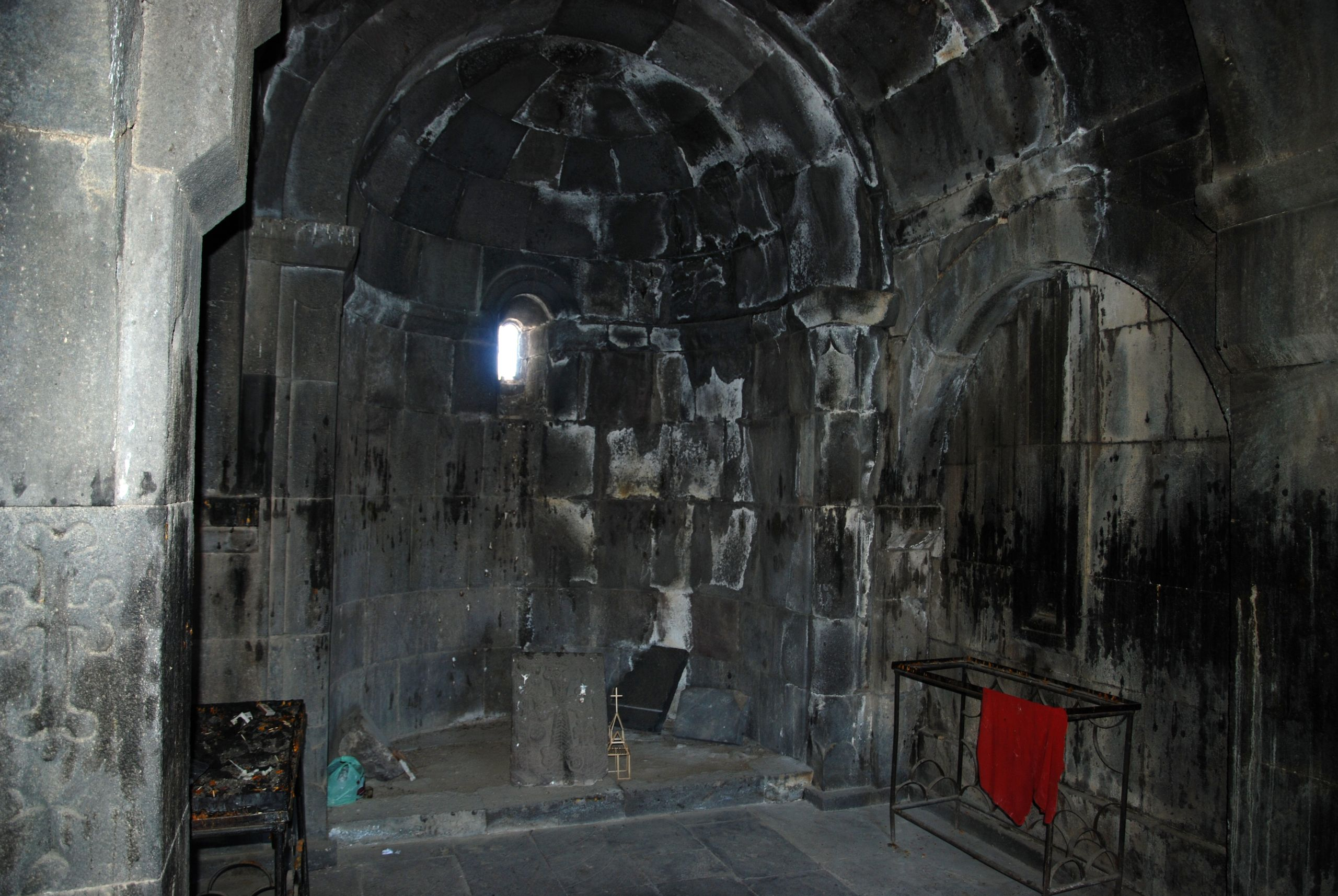
Altarapsis, rechts Nische in der Südwand

Die im Norden angebaute Heilig-Kreuz-Kirche ist ein einschiffiger Bau, dessen Tonnengewölbe durch einen mittleren Gurtbogen verstärkt wird. Zwei schmale Rundbogennischen gliedern die Seitenwände. Die halbrunde Apsis wird durch einen kleinen Fensterschlitz erhellt. Die einzige andere Lichtquelle ist ein ebenso schmales Fenster über dem Eingang im Westen. Bis auf einige eingeritzte Kreuze besitzt der Raum keine ornamentale Gestaltung. 
Die durch fächerförmige Mulden in der Art von Muqarnas gestaltete halbkreisförmige Archivolte über dem Eingang umschließt ein Tympanon mit einer lebhaften Jagdszene. Ein Reiter sticht mit seiner Lanze in einen Löwen. Am oberen Rand erscheinen auf jeder Seite ein Vogel, in der Mitte ein Schaf und daneben ein großer Pfau.

### Weitere Gebäude

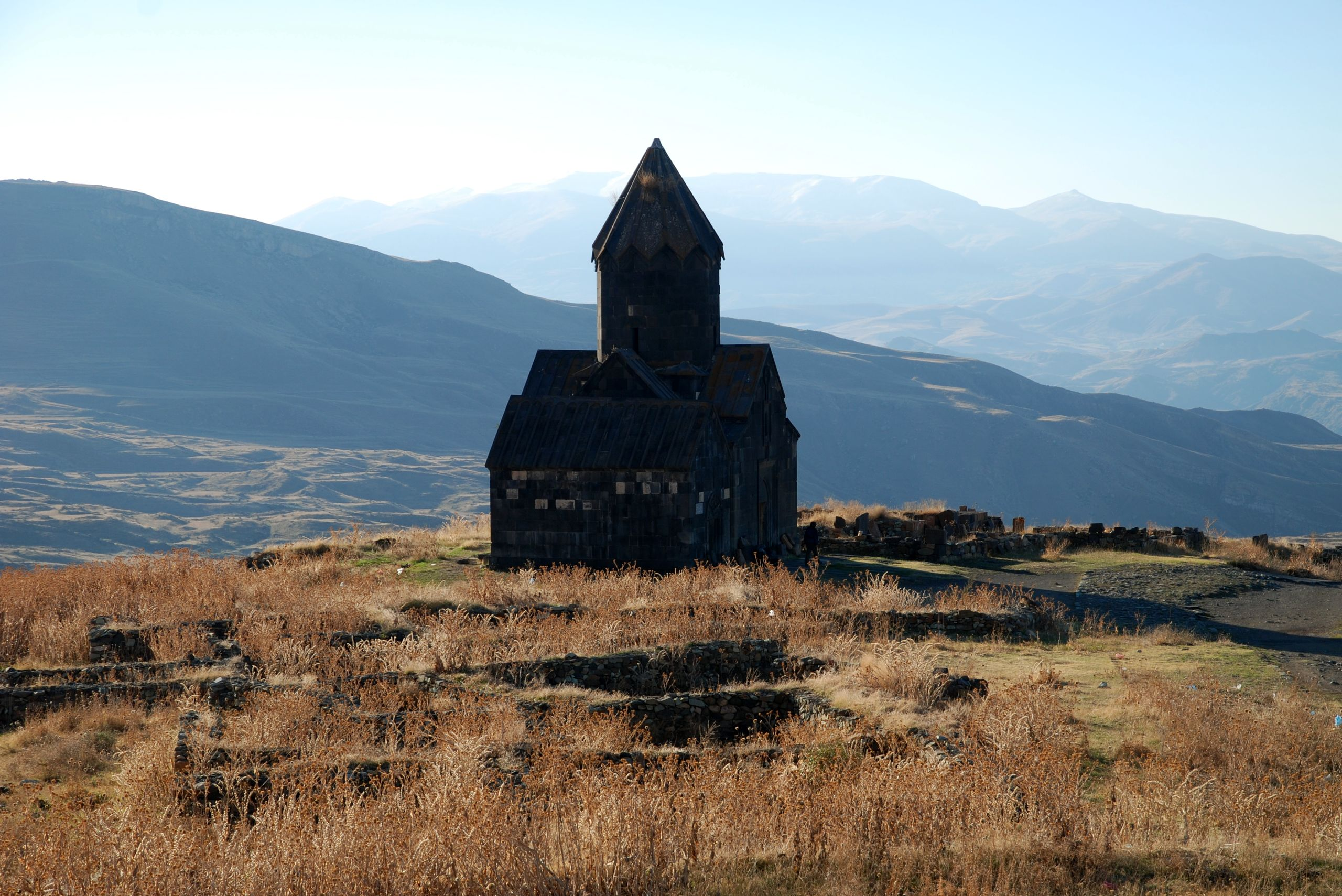
Ausgrabungsfeld im Norden

Die beiden Kirchen sind auf allen Seiten von Gebäuderesten aus dem 13. und 14. Jahrhundert umgeben, deren Mauern weitgehend aus unbehauenen Steinen bestehen. Im Süden blieben einige rechteckige Mauern aus sorgfältig gefügten Steinquadern erhalten, die bei Grabungen 1970 zum Vorschein kamen und als einschiffige Kirche erkannt wurden. Diese älteste Kirche besaß eine halbrunde Apsis und zwei schmale seitliche Nebenräume. Im Norden war sie von profanen Gebäuden umgeben. Im Westen fand man Spuren eines Gawits. 
Ein größeres Grabungsfeld befindet sich einige Meter weiter nördlich auf dem leicht ansteigenden Gelände. In unregelmäßigen rechteckigen Strukturen zusammenhängende Mauern wurden bis zu einer Höhe von einem Meter über dem Boden präpariert. Südlich der Kirchen stehen einige Chatschkare aus dem 13. Jahrhundert, der älteste ist 1215 datiert. Die Kirchen wurden zuletzt um 1980 restauriert.